# Acumuer
Acumuer – miejscowość w Hiszpanii, w Aragonii, w prowincji Huesca, w comarce Alto Gállego, w gminie Sabiñánigo. Według danych INE z 1999 roku miejscowość zamieszkiwało 8 osób. Wysokość bezwzględna miejscowości jest równa 1131 metrów.